# Gazzetta del Sud
A Gazzetta del Sud (Gazeta do Sul) é um jornal italiano, com sede em Messina, Sicília. É o primeiro diário na Calábria e o terceiro na Sicília. Em agosto de 2017, a Gazzetta del Sud compra o concorrente Giornale di Sicilia.